# Igor Sergejewitsch Jurganow
Igor Sergejewitsch Jurganow (russisch Игорь Серге́евич Юрганов; * 10. Dezember 1993 in Rubzowsk) ist ein russischer Fußballspieler.

## Karriere
Igor Jurganow begann seine Karriere beim FK Metallurg-Kusbass Nowokusnezk, bei dem er ab der Saison 2011 auch für die erste Mannschaft spielte. Im Januar 2013 wechselte er leihweise zu Irtysch Omsk. Nach dem Ende der Leihe kehrte er zur Saison 2013/14 nicht mehr nach Nowokusnezk zurück, sondern schloss sich der zweiten Mannschaft des FK Sibir Nowosibirsk an.
Zur Saison 2015/16 wechselte Jurganow zu Awangard Kursk. In Kursk kam er zu 26 Einsätzen in der drittklassigen Perwenstwo PFL. Zur Saison 2016/17 wechselte er zum Zweitligisten Wolgar Astrachan. Sein Debüt für Astrachan in der Perwenstwo FNL gab er im Oktober 2016, als er am 15. Spieltag jener Saison gegen den FK SKA-Chabarowsk in der Startelf stand.
Nach fünf Zweitligaeinsätzen für Wolgar wechselte er im Januar 2017 zum Drittligisten FK Dynamo Sankt Petersburg. Mit Dynamo stieg er am Ende der Saison 2016/17 in die Perwenstwo FNL auf. In dieser absolvierte er in der Saison 2017/18 34 Spiele für Dynamo, in denen er fünf Tore machte. Nach der Saison 2017/18 löste sich Dynamo Sankt Petersburg auf und wurde nach Sotschi verlegt, woraufhin sich Jurganow dem neu gegründeten FK Sotschi anschloss. Für Sotschi machte er in der Saison 2018/19 34 Zweitligaspiele; mit dem Verein stieg er nach nur einer Saison in die Premjer-Liga auf.
Nach dem Aufstieg debütierte Jurganow im Juli 2019 gegen Zenit St. Petersburg in der höchsten russischen Spielklasse. Nach neun Einsätzen für Sotschi in der Premjer-Liga wurde er im Februar 2020 an den Ligakonkurrenten FK Tambow verliehen. Für Tambow kam er während der Leihe zu sieben Erstligaeinsätzen.
Nach dem Ende der Leihe kehrte er zur Saison 2020/21 zunächst wieder nach Sotschi zurück, ehe er im Oktober 2020 ein zweites Mal verliehen wurde, diesmal an den Zweitligisten Baltika Kaliningrad. In Kaliningrad kam er zu 27 Zweitligaeinsätzen. Zur Saison 2021/22 kehrte Jurganow wieder nach Sotschi zurück. Dort kam er in jener Spielzeit zu 20 Einsätzen im Oberhaus. In der Saison 2022/23 absolvierte er ebenfalls 20 Partien.
In der Saison 2023/24 absolvierte er fünf Spiele bis zur Winterpause. Im Februar 2024 schloss er sich dem Ligakonkurrenten FK Fakel Woronesch an.